# Mito HollyHock
Mito HollyHock (jap. 水戸ホーリーホック Mito Hōrīhokku) – japoński klub piłkarski grający w J2 League. Klub ma siedzibę w Mito w prefekturze Ibaraki, w regionie Kantō.
Przydomek "HollyHock" pochodzi z herbu rodu Tokugawy, których siedzibą w okresie Edo było Mito.
Klub został założony w 1990 roku w Tsuchiura jako Prima Aseno FC (potem Prima Ham FC Tsuchiura) przez pracowników fabryki firmy spożywczej Prima Ham. Przed początkiem 1997 sezonu, klub połączył się z FC Mito (założony w 1994 r.). Było to spowodowane decyzją firmy Prima Ham która postanowiła przerwać swoje wsparcie finansowe dla klubu. Nowo stworzony klub przyjął nazwę Mito HollyHock. 
Klub awansował do J2 League w 2000. Taktyka Mito, jako jednego ze słabszych klubów w tej lidze, opierała się na grze defensywnej.